# الاهنب (المضاربة والعارة)

تعديل مصدري - تعديل

الاهنب هي إحدى قرى عزلة المضاربة بمديرية المضاربة والعارة التابعة لمحافظة لحج، بلغ تعداد سكانها 88 نسمة حسب تعداد اليمن لعام 2004.